# Гербициды
Гербици́ды (от лат. herba — трава и caedo — убиваю) — химические вещества, применяемые для уничтожения растительности. По характеру воздействия делятся на гербициды сплошного действия, убивающие все виды растений, и гербициды избирательного (селективного) действия, поражающие одни виды и не повреждающие другие. Первые применяют для уничтожения растительности вокруг промышленных объектов, на лесных вырубках, аэродромах, железных и шоссейных дорогах, под высоковольтными линиями электропередачи, в дренажных каналах, прудах и озёрах; вторые — для защиты культурных растений от сорняков (химическая прополка).
Гербициды (например, паракват) использовались также для борьбы с плантациями конопли, использующейся для получения марихуаны, и коки. Такое деление условно, так как в большинстве случаев одно и то же вещество в зависимости от концентрации, количества и условий применения может проявлять себя как гербицид сплошного или избирательного действия. Например, монурон и диурон в дозах 1,2—1,6 кг действующего вещества на 1 га уничтожают однолетние сорняки в посевах хлопчатника, в более высоких — всю растительность. Некоторые гербициды, например 2,4-дихлорфеноксиуксусная кислота, в малых дозах стимулируют рост растений.
Известны случаи систематического применения гербицидов в военных целях (например, использование Соединёнными Штатами «Агента Оранж» во вьетнамской войне).
В 2015 году Международное агентство по изучению рака определило гербициды глифосат и 2,4-D как «возможные канцерогены».
Рабочие муравьи Myrmelachista schumanni Emery, 1890 («лимонные муравьи») убивают зелёные ростки всех видов, кроме Duroia hirsuta, впрыскивая в их листья муравьиную кислоту как гербицид. В результате образуются т. н. сады дьявола — участки в амазонских лесах, на которых растёт только один этот вид деревьев и никакой другой.

## История
До широкого применения гербицидов для борьбы с сорняками применялись меры контроля за культурой, такие как изменение pH почвы, уровня засоления или плодородия, а также механическое управление (включая обработку почвы).
Хотя исследования гербицидов начались в начале 20 века, первый крупный прорыв стал результатом исследований в Соединенном Королевстве и в США на предмет потенциального использования гербицидов во время Второй мировой войны. Первый современный гербицид, 2,4-D, был обнаружен и синтезирован  в 1941 году Темплманом в Imperial Chemical Industries после того, как в 1940 году он показал, что «надлежащим образом применяемые вещества для выращивания убивают некоторые широколиственные сорняки в зерновых культурах, не нанося вреда посевам».
То же открытие независимо от него сделала группа под руководством Джуды Хирша Квастеля, работавшая на экспериментальной станции в Ротамстеде. Совет по сельскохозяйственным исследованиям (ARC) поручил компании Quastel исследовать методы повышения урожайности. Анализ почвы как динамической системы, а не как инертного вещества позволил обнаружить метод перфузии. Quastel количественно оценила воздействие гормонов, ингибиторов и других химических веществ на активность микроорганизмов в почве и их прямое влияние на рост растений. Хотя эта работа оставалась секретной, некоторые открытия нашли коммерческое использование после войны, в том числе соединение 2,4-D.